# 木下かれん
木下 かれん（きのした かれん、1991年11月3日 - ）は、日本の元女優、元アイドルである。舞台、ドラマを中心に活躍していた。旧芸名、御崎かれん（みさきかれん、2016年4月1日御崎かれんへ改名後、2019年7月1日より現名義となる）。愛称は、れんれん。
北海道出身。元株式会社Ask 演劇カンパニー曲者所属。
2017年から、ニッポン放送『ショウアップナイター』発のアイドルグループ「有楽町ベンチーズ」のメンバーでありセンターとして活動していた。

## 略歴
- デビュー以前は 映画「ハナミズキ」にエキストラとして出演した。
- 大学1年生の頃に母親と表参道に出掛けていたところをスカウトされ2011年に女優としてデビュー。当時は玉川大学に在学していたが、芸能活動に専念するために退学したことをブログにて報告している[1]。
- 2012年 同年代の若手女優らと3人で演劇グループを結成し活動していたがメンバーの就職により解散した。
- 2014年ソラリネ「PANGEA」で初主演[2]。千秋楽である11月3日は自身の誕生日だった。さらにその直後、本番を2週間後に控えた舞台の急遽オファーを受け、2014年11月は2作品連続主演を務めた。
- 2016年3月25日、スカウトからデビューして以降所属していたルビーパレードから株式会社ブローへ移籍[3]。4月1日より、芸名を御崎かれんに改名。
- 2017年4月2日デビュー当初から維持していたロングヘアからショートボブに変更。これまで染髪することはあったが自身にとって今回が芸能活動初のイメージチェンジとなった。
- 2017年4月よりニッポン放送ショウアップナイター発のアイドルユニット「有楽町ベンチーズ」の1期生となる。のちに主催イベントにて人気投票1位に選ばれ、初代センターとしてライブ・イベント企画等に参加。
- 2018年元旦、アクトフェスプロダクションへ所属したことを自身のTwitterにて報告。
- 2019年7月1日より株式会社Ask 演劇カンパニー曲者へ移籍。芸名をデビュー当初の木下かれんにすること[4]、更に7月12日、メンバー脱退などにより活動停止状態だった有楽町ベンチーズの再始動と同時に自身の卒業をTwitterにて報告した。
- 2020年8月1日、自身のブログにて所属事務所の契約解除及び芸能活動を終了することを報告した。

## 人物
- 家族構成は父母と三つ歳上の兄が一人、愛猫のすずがいる。
- 取得資格はペン7段、漢字半紙三級、日俳連アクション部会第16回アクションライセンス認定会殺陣初級。
- ダッフィー、ハローキティ、マイメロディなどキャラクター好きであり。部屋にはそのぬいぐるみやグッズ等が沢山ある。
- 趣味はファッション、野球観戦、ドラム。
- 特技はトランペット、なんでも楽しめること。
- 甘党で好物はメロンパン、マンゴーなど。
- 好きなブランドはSwankiss、リズリサなど。

## 出演

### テレビドラマ
- ニッポン大女優伝説（TBS） - 和田アキ子再現役(2011年放送)、水野久美の再現役(2012年放送)
- マジすか学園2（2011年、テレビ東京） - 矢場久根ヤンキー役として出演
- 温泉 (秘) 大作戦〜Part11〜（2012年、ABC） - 仲居役
- 真田丸（2016年7月、NHK）

### 映画
- 非金属の夜・監督中田圭（2013年6月15日公開） - 美月役
- 果てぬ村のミナ・監督瀬木直貴（2012年・静岡、各映画館公開中、2015年春全国ロードショー） - 鈴木瑠璃役
- 中野JK〜退屈な休日〜Boring Holiday・監督中田圭（2015年・第2回新人監督映画祭・特別プレミア作品）

### WEB・その他
- TRY!TRY!!TRY!!! DMM.comライブトーク内 (2013年1月29日-2014年2月ライブトークサービス終了)
- アメーバスタジオ 木下かれんプレミアム放送 (2014年5月-2015年6月アメスタプレミアムサービス終了)
- NETムービー 主演「山田さんのタイムカプセル」DMMドットコム配信 - 高校生役[5]

### 舞台
主演・メインは太字で記載。
木下かれん（ルビーパレード所属時）名義
- パンプランニング「セレブ気取り」（2011年4月21日 - 24日、銀座みゆき館劇場）
- FREE(S)「Letter[6]」（2011年8月31日 - 9月4日、恵比寿・エコー劇場）
- 彩才女組 Vo.3「橙色のあかり、碧いひかり」（2011年10月7日 - 10日、飯田橋・スタジオモモンガ）
- Teamブルックリン「ザ・チェーン」（2011年11月11日 - 13日、南麻布・セントレホール） - 瑠衣 役
- 彩才女組 Vol.5 「港崎遊廓」（2012年2月9日 - 2月12日、新宿・シアターブラッツ） - 藤乃 役
- TRAPPER TAN-PEN劇場01「〜Parallel〜」（2012年6月1日、MAKOTOシアター銀座） - 座敷わらし、その他 役
- FREE(S)「Dream[7]」（2012年7月11日 - 30日、恵比寿・エコー劇場） - 今野瞳 役
- 劇団空感エンジン「飯田家の最期[8]」A班（2012年10月24日 - 28日、両国・エアースタジオ）
- エアースタジオ「GO,JET!GO!GO!Vol.1[9]」Aチーム（2013年4月3日 - 8日、東日本橋・アクアスタジオ） - 美月 役
- FREE(S)「STAGE×12 Vol.3〜おとめ心と夏の空〜[10]」（2013年6月18日 - 21日、赤坂GENKI劇場） - 真壁美里 役
- エアースタジオ「GO,JET!GO!GO!Vol.2[11]」Aチーム （2013年8月9日 - 14日、東日本橋・アクアスタジオ） - 美月 役
- 『abc★赤坂ボーイズキャバレー『裏』FINAL！ 『最後の充電！』〜『abc★FINAL！』の上演中、スタッフルームではこんなことが起きていた！〜』（2013年9月4日 - 8日、博品館劇場） - 衣装製作助手・周美鈴（シュウメイリン） 役
- FREE(S)「STAGE×12 Vol.7〜すべりだいん〜[12]」（2013年11月6日 - 9日、赤坂GENKI劇場） - 木村遥 役
- FREE（S)「STAGE×12 Vol.10〜ダル・セーニョ〜[13]」（2014年2月19日 - 22日、赤坂GENKI劇場） - 本田歩美 役
- FREE(S)「STAGE×12 Vol.12〜グランドハウストーキョー〜[14]」（2014年4月9日 - 10日、下北沢・小劇場B1） - ゲスト出演・真壁美里 役
- FREE(S)「男女∞人下北沢物語ん。[15]」（2014年6月26日 - 29日、下北沢・小劇場B1） - ヒロイン・沢村初音 役
- 劇団空感エンジン「PRIDE[16]」B班（2014年8月13日 - 18日、両国・エアースタジオ） - 入江麻美 役
- 劇団空感エンジン「オサエロ[17]」A班（2014年9月10日 - 15日、両国・エアースタジオ）
- ソラリネ。「PANGEA[18]」空チーム（2014年10月29日 - 11月3日、中野ウエストエンドスタジオ） - 主演・大神みさき 役
- projectDREAMER『LACK.』短編「ユートピア」（2014年11月18日 - 24日、下北沢・小劇場楽園） - 主演・ヒロミ 役
- アリスインプロジェクト「セブンフレンズ・セブンミニッツ[19]」（2014年12月17日 - 21日、六行会ホール） - 科学部部長・桐山海里 役
- projectDREAMER「繋ぐ!」（2015年2月19日 - 22日、西日暮里・戸野廣浩司記念劇場） - アラキ 役
- ユーキース・エンタテインメント園田英樹演劇祭 Plus「王子コメディーショー」（2015年3月31日 - 4月5日、シアター・バビロンの流れのほとりにて）ゲスト出演
- 劇団6番シード「ザ・ボイスアクター[20]」オンライン編（2015年4月16日 - 21日、新宿村LIVE） - 目貫綾子 役
- ユーキース・エンタテインメント「たりない写真、歌えなかった唄のために」（2015年6月9日 - 14日、千本桜ホール）  - 松島あいこ 役
- ユーキース・エンタテインメント第三回園田英樹演劇祭「谷中コメディーショー2」赤チーム（2015年7月10日 - 16日、西日暮里・戸野廣浩司記念劇場）
- UDA☆MAP「ガールズトーク☆アパートメント 2015.ver」（2015年7月30日 - 8月9日、シアターKASSAI） - 諸星未来役
- THE吉見麻美「一生の砂」砂組（2015年9月16日 - 23日、笹塚ファクトリー） - ヒロイン・まり 役[21]
- iNFiNiTy「Xion」（2015年11月10日 - 15日、笹塚ファクトリー） - ヨシユキ一族・ヴェル 役[22]
- 劇団たいしゅう小説家「湯もみガールズII」（2015年12月26日 - 29日、萬劇場） - 清掃係・楓 役[23]
- SECOND・N PRODUCE「キズ絆 KIZU-BAN」（2016年1月19日 - 24日、千本桜ホール） - ヒロイン・里美 役[24]

御崎かれん名義
- 劇団FULLMONTY「盛夏の余韻」A班（2016年4月27日 - 5月1日、萬劇場） - ヒロイン・ヒカル 役[25]
- エンテナPLAY UNION 第三回公演『あぁ、六月の雨〜ひとときの気まぐれ〜』内「幸せの万華鏡」（2016年6月22日 - 26日 シアター風姿花伝） - ヒロイン・木月さくら 役[26]
- 「希望の色 〜君の顔を、希望の色に〜」（2016年7月28日 - 31日、日経ホール） - 和子 役[27]
- SPIRAL CHARIOTS 第15回公演 「カベパターン」（2016年8月16日 - 21日、小劇場楽園） - ルシータ 役[28]
- SECOND・N PRODUCE「Only Stupid They」（2016年9月27日 - 10月2日、千本桜ホール） - ヒロイン・雨宮唯 役
- エアースタジオ「ホッチキス」A班（2016年11月9日 - 14日、両国・エアースタジオ） - ヒロイン・じゅりあ 役
- 劇団FULLMONTY「無間地獄-幻の蜘蛛の糸-」（2016年12月21日 - 25日、池袋・シアターグリーンBIG TREE THEATER） - ヨウメイ 役[29]
- SPIRAL CHARIOTS 第16回公演「HATTORI半蔵Ⅲ」（2017年3月1日 - 5日、六行会ホール） - 生駒サキ 役[30]
- 劇団コラソン「複雑な関係」（2017年4月17日 - 5月22日 新宿SAMURAI）有楽町ベンチーズとして出演
- END es PRODUCE 「リベルテ」（2017年6月17日、ステージカフェ下北沢亭）即興劇
- Southern'X「夏に舞う雪のように」（2017年11月7日 - 12日、新宿・シアターモリエール） - クロ 役
- エンテナPLAY UNION 第六回公演『心の旅人、今は秋』内「僕と君の物語」（2017年11月29日 - 12月3日、コフレリオ新宿シアター） - ヒロイン・アヤ 役[31]
- SPIRAL CHARIOTS 第18回公演「レンタヒーロー」（2018年1月17日 - 21日、六行会ホール） - トマト 役[32]
- アクトフェスプロダクション制作BAlliSTA公演〜IMPRESSION〜朗読劇「GATSBY」（2018年1月27日 - 28日、上井草・エリア543） - 主演・ミカ 役
- RevelGroup「こもれび」（2018年3月8日 - 12日、新宿スターフィールド） - 主演・福崎瞳 役
- LIBERAL「RUN=KING」（2018年4月4日 - 8日、川崎市アートセンター アルテリオ小劇場） - ニコラ 役[33]
- ぱすてるからっと「ミスリード[34]」（2018年10月4日 - 8日、池袋・シアターグリーンBOXinBOX） - 主演・あいか 役
- Am-bitioN「ネーチャンズ☆8」（2019年2月19日 - 24日、築地ブディストホール） - 如月時雨 役[35]
- 「アンフェアな月」第2弾 刑事・雪平夏見シリーズ「殺してもいい命」（2019年6月21日 - 30日、池袋サンシャイン劇場） - 小田愛美 役[36]

木下かれん（2019年〜）名義
- 劇団SUTTHINEE「Value Live〜突然の無人島生活〜[37]」（2019年8月7日 - 12日、高島平・バルスタジオ）
- 「図ったん×ひょったん vol.9」（2022年6月19日、四谷三丁目ドリームシアター）

## 作品

### DVD
- 舞台『abc★赤坂ボーイズキャバレー『裏』FINAL！ 『最後の充電！』〜『abc★FINAL！』の上演中、スタッフルームではこんなことが起きていた！〜』(2013、ケイダッシュステージサイト内より通信販売)
- 映画『非金属の夜』・監督中田圭（2013年公開）美月役 (2014年9月2日セル、レンタル同時発売)
- 舞台 『セブンフレンズ・セブンミニッツ』(2014年出演舞台、アリスインプロジェクトより劇場・通信販売)
- 舞台 『ザ・ボイスアクター　オンライン編』(2015年出演舞台、劇団6番シードより劇場・通信販売)
- 舞台 『ガールズトーク☆アパートメント 2015.ver』(2015年出演舞台、UDA☆MAPより劇場・通信販売)